# De Croÿ-Rumillies

Wapen van onder meer de tak de Croÿ-Rumillies

De Croÿ-Rumillies is een  van de Belgische takken van de prinselijke familie de Croÿ.

## Afstamming
Het geslacht de Croÿ zou in de achttiende eeuw volledig uitgedoofd zijn, was het niet van de Duitse aftakking geweest.
Auguste de Croÿ (1765-1822), achtste hertog de Croÿ, had verschillende kinderen. 
- De oudste, Auguste de Croÿ (1789-1861), negende hertog de Croÿ, getrouwd met Anne de Rochechouart, zette de Duitse lijn verder, tot op heden.
- Een jongere zoon, Prins Ferdinand de Croÿ (1791-1865), getrouwd met prinses Constance de Croÿ Solre (1789-1869) had drie zonen, Emmanuel, Maximilien en Justus. 
  - Emmanuel de Croÿ (1811-1885), getrouwd met Leopoldine de Croÿ (1821-1907) ligt aan de oorsprong van de Belgische takken de Croÿ-Solre en de Croÿ-Rœulx. Drie van zijn kleinzoons werden in de Belgische adel opgenomen. (Zie: De Croÿ-Solre en De Croÿ-Roeulx.)
  - Maximilien de Croÿ (Brussel, 1821 - Le Roeulx, 1865), ongehuwd gebleven.
  - Justus de Croÿ (Parijs, 1824 - Brussel, 1908), getrouwd met gravin Madeleine d'Ursel (1833-1885), dochter van hertog Léon d'Ursel, ligt aan de oorsprong van de Belgische tak de Croÿ, die (officieus) de Croÿ-Rumillies is genoemd. Niet hijzelf, maar drie van zijn zonen werden in de Belgische adel opgenomen.
    - Henri-François de Croÿ (Brussel, 1860 - Rumillies, 1946) x Cornelia Paulmier (1877-1943), werd in 1884 in de Belgische erfelijke adel opgenomen met de titel prins. Zonder nakomelingen.
    - Ferdinand de Croÿ (Le Roeulx, 1867 - Leuven,  1958), protonotarius apostolicus, deken van Sainte-Waudru in Bergen, werd in 1892 in de erfelijke Belgische adel opgenomen, met de titel prins.
    - Charles de Croÿ (Le Roeulx, 14 mei 1869 - Rumillies, 29 mei 1943) werd in 1892 opgenomen in de Belgische erfelijke adel met de titel prins. Doctor in de rechten geworden, trouwde hij in 1896 met gravin Mathilde de Robiano (1868-1946) en ze kregen zes kinderen. Zij was de erfdochter van het fortuin de Robiano, als laatste van de lijn die in Rumillies het kasteeldomein De Cazier verder had uitgebouwd en ze bracht dit in bij een tak van het geslacht de Croÿ. 
      - Marie-Madeleine de Croÿ (Rumillies, 1897 - Keulen, 1957), ongehuwd gebleven.
      - Albert de Croÿ (Rumillies, 1900 - Doornik, 1981), coadjutor van de Belgische Vereniging van de Orde van Malta, ongehuwd gebleven.
      - Mathilde de Croÿ (Rumillies, 1902 - Etterbeek, 1998) x markies Charles d'Yve de Bavay (1885-1982).
      - Marie-Immaculée de Croÿ (Rumillies, 1905 - Huldenberg, 2007) x graaf Thierry de Limburg Stirum (1904-1969), historicus, burgemeester van Huldenberg, ridder in de Orde van het Gulden Vlies.
      - Emmanuel Gérard de Croÿ (Rumillies, 1908 - Sint-Lambrechts-Woluwe, 1997), mijningenieur, oorlogsgouverneur van de provincie Namen, x gravin Nicole de Marnix de Sainte-Algegonde (1919-2011).
        - Isabelle de Croÿ (Etterbeek, 1945 -) x graaf Wolfgang d'Ursel (Grez-Doiceau, 1936 - ).
        - Marie-Gabrielle de Croÿ (Rumillies, 1946), doctor in de godgeleerdheid, x prins Adrien de Merode de Westerloo (Woking, 1946) (echtscheiding in 2011).
        - Guillaume de Croÿ (Rumillies, 1950 - ), voorzitter van de 'Cercle Royal du Parc', x Isabella von Collalto und San Salvatore (1960 - ). Hij nam het initiatief in 2008 om aan het Rijksarchief in Doornik het familiearchief te schenken, dat handelt over de voorgangers als eigenaars van het kasteeldomein in Rumillies, de familie de Cazier. Deze archieven bestrijken een periode van 1364 tot 1894.
          - Emmanuel-Manfredo de Croÿ-Collalto (1990- ).

      - Jean de Croÿ (Rumillies, 1910 - Doornik, 1990), ongehuwd gebleven.

## Het domein en kasteel van Rumillies
Heel wat eigendommen in Doornik en Rumillies behoorden toe aan de familie De Cazier. De laatste mannelijke afstammeling van deze familie was René-Albert-Joseph de Cazier, die in 1833 zonder afstammelingen overleed. Het kasteel van Rumillies had hij in 1786 aangekocht en in 1828 geschonken aan zijn schoonbroer Charles de Robiano, terwijl het overige van zijn fortuin werd geërfd door zijn jonge weduwe, gravin Marie-Anne-Norbertine de Robiano (1789-1866). 
Het domein werd geërfd door de zoon van Charles, Albert de Robiano. Na zijn dood in 1904 bleef zijn dochter Mathilde (1868-1946) de enige erfgename. Door haar huwelijk met prins Charles de Croÿ-Solre verwierf deze familie de eigendom en noemde zich voortaan de Croÿ-Rumillies.
Tijdens de Eerste Wereldoorlog werd het kasteel in 1918 zwaar gehavend door gevechten tussen Duitse en Engelse troepen. De ruïne werd volledig gesloopt en een nieuw kasteel werd gebouwd.

## Burgemeester
Prins Charles de Croÿ werd burgemeester van de gemeente Rumillies bij Doornik. Zijn jongste zoon, Jean de Croÿ, werd eveneens burgemeester van Rumillies.

## Verdinaso
In 1936 ontmoette Joris van Severen naar aanleiding van de Brugse Heilig Bloedprocessie, gravin Mathilde de Robiano, echtgenote Charles de Croÿ en haar oudste dochter Madeleine. De gravin had een band met Brugge waar een tante van haar, Marie-Isabelle de Robiano (1835-1891), van 1880 tot 1891 abdis was geweest van de arme klaren. Vooral de dochter geraakte in de ban van Van Severen. Omwille van hem leerde ze zelfs Nederlands. Ook de ouders en de zoons Albert, Emmanuel en Jean, evenals de dochters Marie-Immaculée de Limburg Stirum-de Croÿ en Mathilde d'Yve de Bavay-de Croÿ, werden aanhangers van Van Severen, hoewel in wat geringere mate. In 1939 werd Madeleine lid van het Verdinaso, nam regelmatig deel aan meetings en colporteerde de partijbladen.  
Na de moordaanslagen van Abbeville in mei 1940 weigerde Madeleine in de dood van haar 'leider' te geloven en was overtuigd hem levend te zullen terugvinden. Ze bad tot de Maagd Maria en raadpleegde waarzeggers, astrologen en helderzienden. De familie was van oordeel dat ze onevenwichtig was geworden. Het belette niet dat ze zich tijdens de oorlog inzette voor het verbergen van Joden. Ook haar zus, Marie-Immaculée, echtgenote de Limburg Stirum, bleef de herinnering aan Van Severen hoog houden en nam enkele keren deel aan bedevaarten naar zijn graf in Abbeville.

## Oorlogsgouverneur
De Nieuwe Ordegezindheid van het gezin oefende invloed uit. Zo aanvaardde Emmanuel de Croÿ in 1942 oorlogsgouverneur te worden voor de provincie Namen en bekleedde dit ambt tot in 1944. Dit bleef uiteraard niet zonder vervelende gevolgen na de Bevrijding.

## Voetnoten
1. ↑   Jef WERKERS, a.w. & Marie-Pierre D'UDEKEM D'ACOZ, a.w., p. 48-49.
2. ↑   Nico WOUTERS, a.w.